# Фукорцин
Фукорци́н (лат. fucorcinum), или жидкость Кастеллани, или краска Кастеллани — лекарственное средство с антисептическим и противогрибковым действием. Фукорцин обладает характерным ярко-малиновым цветом. Выпускается также без добавления фуксина, в этом случае представляет собой прозрачную жидкость.

## История
Был изобретён врачом Кастеллани  в 1905 году во время работы на острове Цейлон. С 1960-х становится известен и начинает производиться в СССР, а затем в России.

## Лекарственная форма
Раствор спиртовой для наружного применения.
Фукорцин — комбинированный препарат, содержащий: фенол — 3,9 части; борную кислоту — 0,8 части; резорцин — 7,8 части; ацетон — 4,9 части; раствор фуксина — основной фуксин — 0,4 части; этиловый спирт 95 % — 9,6 части; дистиллированная вода — до 100 частей. Препарат выпускается во флаконах по 10 мл, 25 мл и по 1 л.

## Фармакологическое действие
Обладает антисептическим и противогрибковым действием.

## Показания
Гнойничковые и грибковые заболевания кожи, поверхностные раны, эрозии, трещины, ссадины кожи.

## Побочные действия
Оказывает прижигающее действие, раздражает кожу.

## Противопоказания
Повышенная чувствительность к препарату.

## Беременность и лактация
Крайне не рекомендуется при вынашивании ребёнка, а также в период лактации и грудного вскармливания.

## Режим дозирования
Наружно, раствор наносят с помощью тампона или ватной или стеклянной палочки на поражённые участки кожи 2—4 раза в день. После высыхания жидкости на обработанный участок можно наносить мази и пасты.

## Немедицинское применение
Считается подходящим для граффити, так как трудно стирается (долговечность рисунка на коже позволяет применять фукорцин для нанесения разметки на кожу пациента при проведении лучевой терапии опухолей). Особенно заметен на матовых поверхностях. В сочетании с зелёнкой даёт чёрно-синий цвет. Применяется чаще всего для заправки маркеров (фломастеров). Также используется для нанесения меток на лабораторных животных.
При необходимости, фукорцин может быть обесцвечен насыщенным раствором аспирина (ацетилсалициловой кислоты).